# Шаварський Олег Микитович
Оле́г Мики́тович Шава́рський (нар. 8 липня 1946; с. Кремінна, Городокський район, Хмельницька область) — актор національного академічного драматичного театру ім. Івана Франка, Народний артист України (1995). Професор, педагог акторської майстерності, художній керівник акторського курсу у Київському національному університеті театру, кіно і телебачення ім. Карпенка-Карого.

## Біографія
Народився 18 липня 1946 року на Хмельниччині. У 1968 році закінчив акторський, а у 1975 — режисерський факультет Київського національного університету театру, кіно і телебачення ім. Карпенко-Карого (курс Леоніда Олійника). Творчу діяльність розпочав у 1968 році на сцені Київського театру ім. Івана Франка. У 1970-1972 роках працював у Житомирському музично-драматичному театрі ім. Івана Кочерги.
З 1972 року працює в театрі ім. Івана Франка.

## Ролі в театрі
Національний академічний драматичний театр імені Івана Франка
- «Тев'є-Тевель»
- «Мартин Боруля»
- «Брати Карамазови»
- «Ревізор»
- «Назар Стодоля»
- «За двома зайцями»
- «Річард III»
- «Кайдашева сім'я»
- «Хазяїн»
- «Іван Франко»
- «Скандальна пригода містера Кетла та місіс Мун»
- «Verba»

## Визнання
- 1995, 2 березня — Народний артист України